# Aeropuerto Nacional de Tamuín
El Aeropuerto Nacional de Tamuín (Código IATA: TSL - Código OACI: MMTN - Código DGAC: TMN), es un aeropuerto nacional localizado a 5 kilómetros de la ciudad de Tamuín y cerca de Ciudad Valles, San Luis Potosí, México. Es operado por Olmeca-Maya-Mexica, una corporación del gobierno federal.

## Información
El Aeropuerto fue incorporado a la Red ASA en 1965. El aeropuerto tiene 130 hectáreas aproximadamente y su plataforma para la aviación comercial es de 3,000 metros cuadrados; además tiene una posición y una pista de 1.4 kilómetros de longitud, apta para recibir aviones tipo ATR 42.
Posee estacionamiento propio, con capacidad de 17 lugares.
En el 2021, Tamuín recibió a 1,545 pasajeros, mientras que en el 2022 recibió a 1,701 pasajeros, según datos publicados por Aeropuertos y Servicios Auxiliares.
Su horario oficial de operación es de las 7:00 a las 19:00 horas.

## Estadísticas

### Tráfico anual
| Año  | Pasajeros Totales | cambio en % | Movimiento de carga (t) | Operaciones aéreas |
| 2006 | 2,549             | Sin cambios | -                       | 1,359              |
| 2007 | 2,622             | 2.86%       | -                       | 1,577              |
| 2008 | 3,443             | 31.31%      | -                       | 1,841              |
| 2009 | 2,186             | 36.51%      | -                       | 1,528              |
| 2010 | 1,091             | 50.09%      | -                       | 946                |
| 2011 | 1,995             | 82.86%      | -                       | 1,251              |
| 2012 | 2,129             | 6.72%       | -                       | 1,642              |
| 2013 | 1,842             | 13.48%      | -                       | 1,538              |
| 2014 | 1,467             | 20.36%      | -                       | 1,186              |
| 2015 | 1,597             | 8.86%       | -                       | 1,279              |
| 2016 | 1,961             | 22.79%      | -                       | 1,310              |
| 2017 | 1,783             | 9.08%       | -                       | 1,370              |
| 2018 | 1,338             | 25.00%      | -                       | 1,682              |
| 2019 | 4,745             | 254.63%     | -                       | 992                |
| 2020 | 2,135             | 55.01%      | -                       | 1,276              |
| 2021 | 1,545             | 27.63%      | -                       | 1,710              |
| 2022 | 1,701             | 10.10%      | -                       | 2,006              |
| 2023 | 1,630             |             | -                       | 884                |
| 2024 | 1,594             |             | -                       | 695                |
| ---- | ----------------- | ----------- | ----------------------- | ------------------ |

## Aeropuertos cercanos
Los aeropuertos más cercanos son:
- Aeropuerto de Ciudad Mante (81km)
- Aeropuerto Internacional de Tampico (101km)
- Aeropuerto Internacional General Pedro José Méndez (185km)
- Aeropuerto Nacional El Tajín (213km)
- Aeropuerto Internacional de San Luis Potosí (220km)